# 柳田衣里佳
柳田 衣里佳（やなぎた えりか、1992年10月15日 - ）は、日本の女優・元子役・ファッションモデル・ダンサー。かつてクィーンズアベニューアルファに所属していた。共愛学園中学校・高等学校を経て、2015年に明治大学文学部英米文学専攻を卒業し、同年の8月18日に自身の公式ブログで引退を表明した。

## 人物
- 身長155cm、靴のサイズ22.5cm（2014年現在）
- 趣味：音楽鑑賞、人を笑わせる事
- 特技：ダンス、ピアノ、歌
- 子供時代にエイベックス・エンタテインメントに特待生として所属しており、EXILEが「Choo Choo TRAIN」でNHK紅白歌合戦に出演した際には、バックダンサー（キッズダンサー）を務めた。
- 海外でも人気を博した高視聴率TVドラマ『女王の教室』では、ビジュアルメンバーのリーダー的存在を務めるなど、子役時代から活躍した。
- 中学生時代以降は、女優と並行してファッションモデルを務めた他、ミュージカルで歌なども披露していた。
- 高校の同級生にミヤギテレビアナウンサーの蜂谷由梨奈がいる[注 1]。

## 主な出演

### 映画
- 遠くの空に消えた（2007年、ギャガ・コミュニケーションズ ） - エリカ 役
- きみの友だち（2008年、ビターズ・エンド） - 志保 役
- Lost Harmony（2011年12月3日 - 、ゴー・シネマ） - 西郷菜々美 役

### テレビドラマ
- 女王の教室（2005年、日本テレビ） - 島田マリ 役
- 野ブタ。をプロデュース 第2話（2005年、日本テレビ）
- 天才てれびくんMAX 天てれドラマ「拝啓イチョウ様」（2006年、NHK教育） - トモミ 役
- たったひとつの恋 最終話（2006年、日本テレビ）
- 演歌の女王（2007年、日本テレビ）「貞子をいじめる役」
- わたしたちの教科書（2007年、フジテレビ） - 須藤彩佳 役
- 探偵学園Q 第2話（2007年、日本テレビ） - 鈴木彩香 役
- 医龍-Team Medical Dragon-2 第4話・第5話（2007年、フジテレビ） - 矢沢真里絵 役
- 栞と紙魚子の怪奇事件簿 第11話（2008年3月、日本テレビ）
- 土俵ガール! 第8話（2010年9月、毎日放送） - 薫 役
- ちゃお Secret girls なおみ役 (2012年8月号)

### CM
- エポック社

### バックダンサー
- EXILE「Choo Choo TRAIN」（NHK紅白歌合戦、PV）
- 島谷ひとみ「YUME日和」（PV）

### 雑誌
- Hana*chu レギュラーモデル 2006年3月号 4月号
- ちゃお 2012年8月号
- 月刊オーディション 7月号
- memew vol.27 2006年2月号

### 舞台
- 壊れゆく時を越えて（2007年9月、「893239（ヤクザ23区）」） - ユリ役
- キバコの会 『素。』（2009年5月）
- ミュージカル『薄桜鬼』藤堂平助篇（2015年1月10日 - 1月12日、京都劇場 / 1月17日 - 1月25日、六本木ブルーシアター） - 千姫役